# European Aviation Network

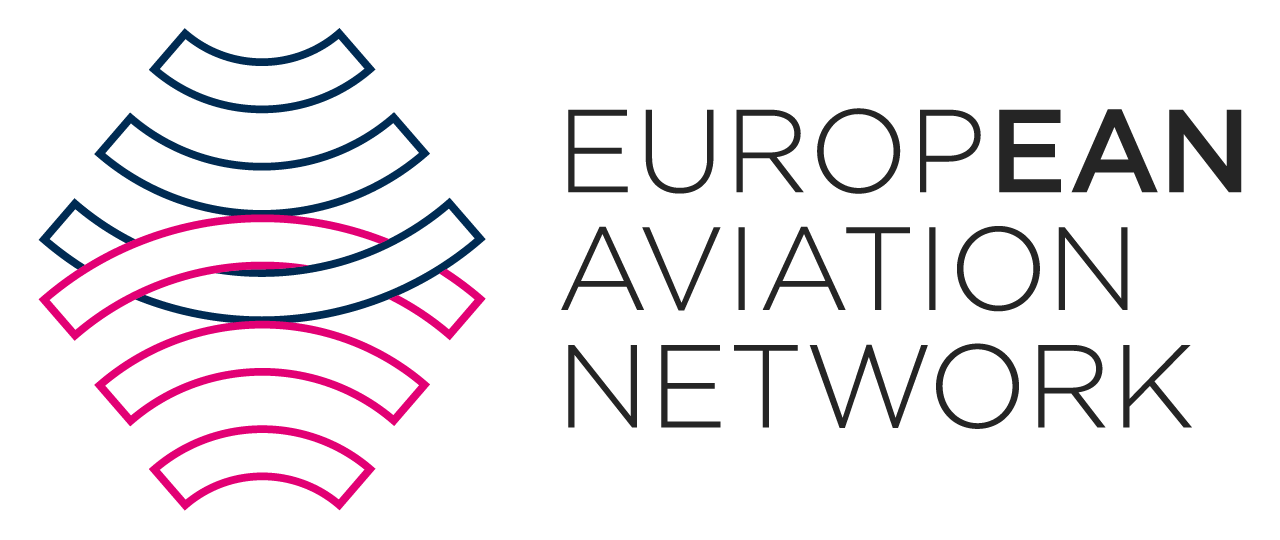
Logo des European Aviation Network

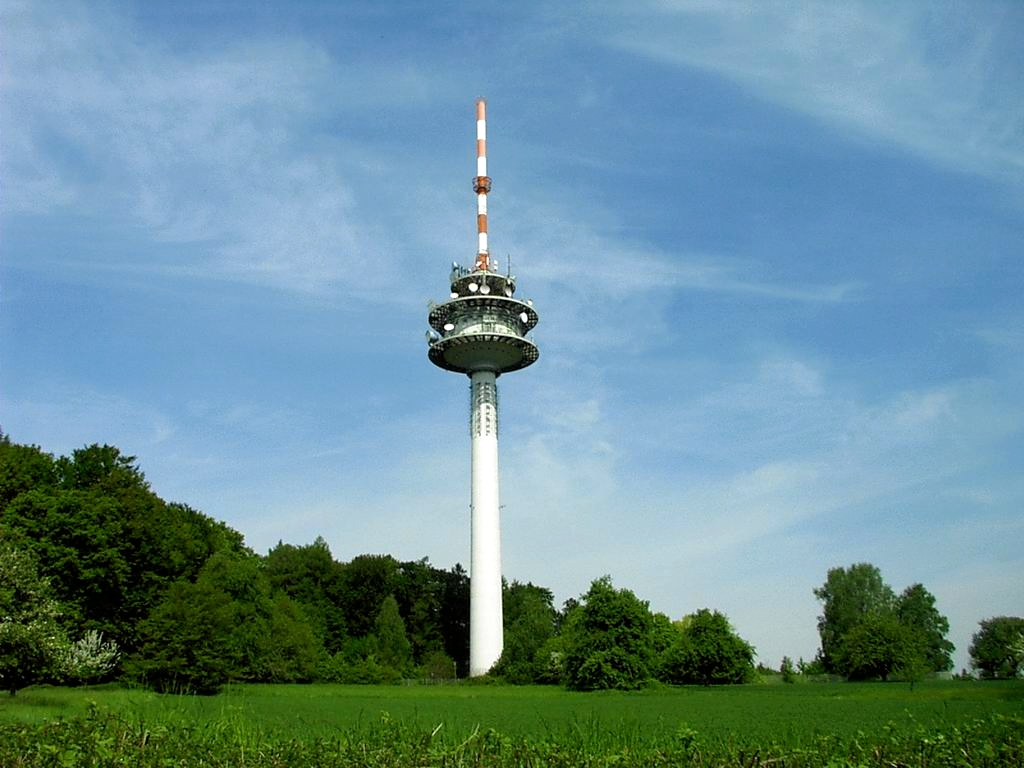
Fernmeldeturm Karlsruhe Grünwettersbach mit Sendern des EAN

Das European Aviation Network ist ein von den Unternehmen Deutsche Telekom, Inmarsat und Nokia entwickeltes Hybrid-Netzwerk, um Flugzeuge über Europa mit Breitband-Internet versorgen zu können. Dabei wird auf eine Kombination von LTE-Funk vom Boden aus und einer Satellitenverbindung aus dem Weltall gesetzt. So können etwa Datenraten von 75 Mbit/s im Downstream und 20 Mbit/s im Upstream pro Flugzeug erreicht werden. Durch das LTE-Mobilfunknetz werden Paketumlaufzeiten (RTT) im Bereich von 20 ms bis 70 ms erreicht. Mit diesen Datenübertragungsraten und Paketumlaufzeiten ist für den Fluggast flüssiges Internetsurfen im Flugzeug möglich. Im Flugzeug selbst wird das Internet dann in Form von WLAN Access-Points an die Passagiere weitergereicht.
Das European Aviation Network ist das erste, vollintegrierte und Pan-Europäische LTE-Netzwerk weltweit.

## Geschichte
Das European Aviation Network wurde erstmals im Jahr 2015 gemeinsam von der Deutschen Telekom und Inmarsat angekündigt. Das finnische Unternehmen Nokia wurde zu diesem Zeitpunkt noch nicht als Technologie-Partner benannt. Am 28. Juni 2017 startete Inmarsat nach Verzögerungen seinen ersten EAN-Satelliten Hellas Sat 3/Inmarsat-S-EAN mit einer Ariane 5 Rakete und konnte somit mit dem Testen des Netzwerks beginnen. Im Frühjahr 2018 kündigten alle drei Unternehmen an, dann den Dienst mit der International Airlines Group kommerziell zu starten.

## Technik

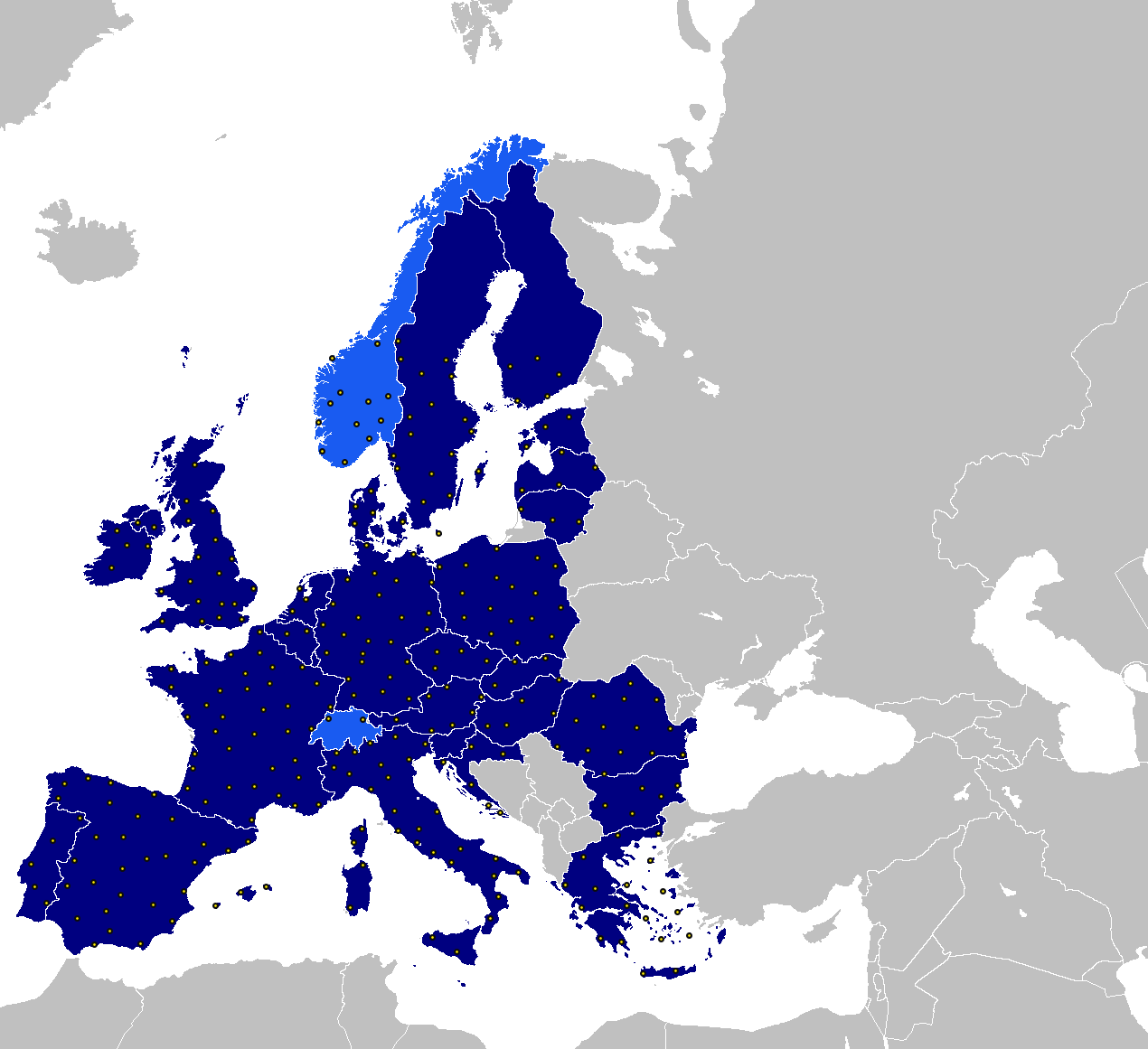
LTE Bodennetzwerk

Herkömmliche Basisstationen der terrestrischen Mobilfunkanbieter sind normalerweise für den Empfang auf dem Erdboden optimiert. So werden Sektorantennen von Basisstationen der terrestrischen Mobilfunkanbieter auf den Erdboden ausgerichtet (der sogenannte Downtilt). Der Mobilfunkempfang im Flugzeug mit terrestrischen Mobilfunkanbieter ist deshalb in hoher Flughöhe nicht möglich.
Die speziell erweiterten EAN-Basisstationen vom European Aviation Network sind für den Empfang im Flugzeug optimiert. Das EAN-Bodennetzwerk setzt nach Angaben der Deutschen Telekom auf 300 EAN-Basisstationen, die quer über die 28 EU-Mitgliedstaaten sowie Norwegen und der Schweiz verteilt sind. EAN-Basisstationen befinden sich in der Regel auf erhöhten Standorten wie auf Bergen oder Sendetürmen mit großer Sichtweite rund herum, in der Schweiz zum Beispiel sind diese auf dem Monte Generoso auf dem Säntis und auf dem Chasseral.
Diese EAN-Basisstationen werden mit einer modifizierten LTE-Technologie betrieben, die in den Parametern an den Einsatz mit Flugzeugen angepasst ist. So unterstützt das Netzwerk Geschwindigkeiten von bis zu 1200 km/h und eine Flughöhe von bis zu 12 km. Da bei solchen Geschwindigkeiten zusätzliche Effekte wie der Doppler-Effekt zum Tragen kommen, muss die Hardware der Funkmodems darauf ausgelegt sein. Im Flugzeug gibt es dazu neben einem klassischen LTE-Modem einen extra Remote Radio Head der die Frequenzverschiebung zufolge der Dopplerverschiebung in beide Richtungen, also Down- und Upstream, ausgleicht.
Der Zellenradius ist im EAN-LTE deutlich größer als in LTE-Netzen für Bodennetze. So beträgt in EAN-Netz eine Funkzelle durchschnittlich 80 km bis 100 km im Radius. Der maximale Zellenradius beträgt 150 km.
Sollte das LTE-Bodennetzwerk nicht erreichbar sein, weil das Flugzeug beispielsweise gerade über dem Meer ist, kommt das von Inmarsat bereitgestellte Satellitennetzwerk zum Einsatz. Aus diesem Grund haben mit dem EAN ausgestattete Flugzeuge neben der Mobilfunkantenne unter dem Rumpf auch eine Mobilfunkantenne auf der Oberseite des Flugzeugs.
Die Flugzeugdachantenne nutzt für die Satellitenverbindung das S-Band. Für die Satellitenverbindung wird eine Bandbreite von 15 MHz im Frequenzbereich von 2170 MHz bis 2185 MHz für den Downlink und eine Bandbreite von 15 MHz im Frequenzbereich von 1980 MHz bis 1995 MHz für den Uplink verwendet.
Die Flugzeugrumpfantenne nutzt für die terrestrische LTE-Funkverbindung das E-UTRA Frequenzband 65 im gleichen Frequenzbereich wie die Dachantenne. Für die terrestrische LTE-Funkverbindung wird ebenfalls eine Bandbreite von 15 MHz (13,5 MHz Nutzbandbreite zzgl. je 0,75 MHz Schutzband ober- und unterhalb) im Frequenzbereich von 2170 MHz bis 2185 MHz für den Downlink und von 1980 MHz bis 1995 MHz für den Uplink eingesetzt. Handelsübliche Mobiltelefone unterstützen nur den Mobilfunkempfang im E-UTRA-Frequenzband 1, jedoch nicht das erweiterte E-UTRA-Frequenzband 65. Roaming zwischen öffentlichen LTE-Mobilfunk für Bodenempfang und dem European Aviation Network wird nicht unterstützt.
Der Zellenradius und die Reichweite einer terrestrischen LTE-Basisstation beträgt rund 9 km. Auf Grund des maximalen Zellenradius von 150 km einer EAN-Basisstation muss die Reichweite des von der Flugzeugrumpfantenne oder der EAN-Basisstation ausgestrahlten LTE-Funksignals bis zu 150 km betragen. Wegen der Freiraumdämpfung muss die maximale Sendeleistung der Flugzeugrumpfantenne deutlich größer sein als die eines LTE-Mobiltelefons für den terrestrischen Mobilfunk. Ein LTE-Mobiltelefon für den terrestrischen Mobilfunk sendet mit einer maximalen Sendeleistung von 200 mW (23 dBm). Das über die Flugzeugrumpfantenne auszustrahlende LTE-Funksignal im EAN wird samt dem nötigen Frequenzversatz für die Kompensierung des Dopplereffektes durch einen Remote Radio Head erzeugt. Der Remote Radio Head für die EAN-Flugzeugrumpfantenne sendet mit einer maximalen Sendeleistung von 5 Watt (37 dBm).
Für die EAN-Basisstationen werden in der Regel drei Sektorantennen in der Konfiguration 3 × 120° eingesetzt. Die Sektorantennen der EAN-Basisstationen sind gegen den Himmel ausgerichtet. Die Sektorantennen der EAN-Basisstationen sind ausgerichtet und optimiert für den Empfang in einer Flughöhe von 3000 bis 10.000 Meter über dem Meeresspiegel. Die maximale Sendeleistung pro Sektorantenne beträgt 2 × 40 W (46 dBm). Dank MIMO befinden sich in jeder Sektorantenne zwei linear polarisierte Sendeantennen mit einer Polarisation von ±45°.
Das EAN-Netz verwendet das durch die ITU an die Deutsche Telekom zugewiesene MCC/MNC-Tupel 901-53.
HellasSat 3 befindet sich auf einer geostationären Umlaufbahn auf der Position 39° Ost.

## Standorte des EAN

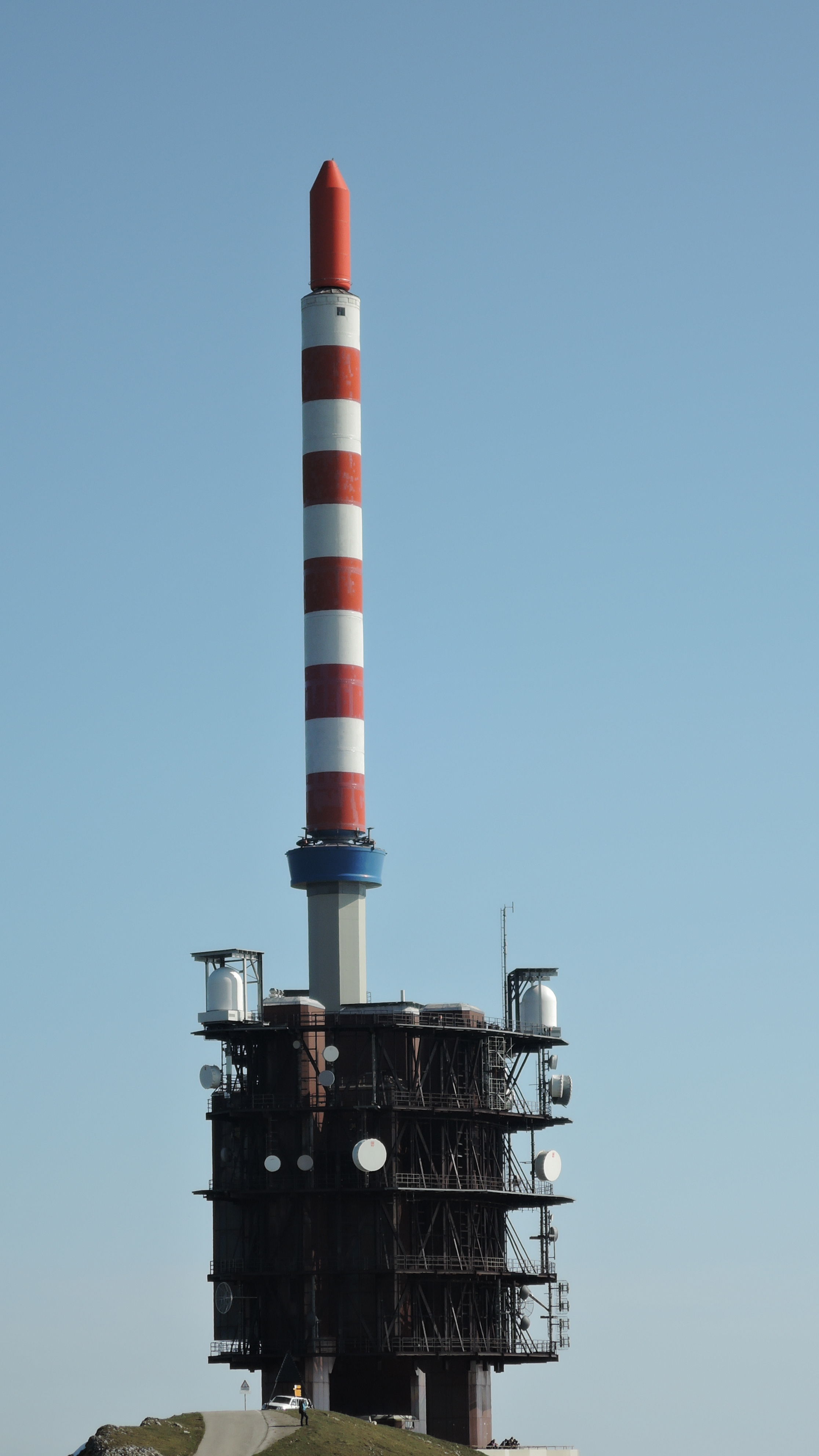
Sendeturm Chasseral
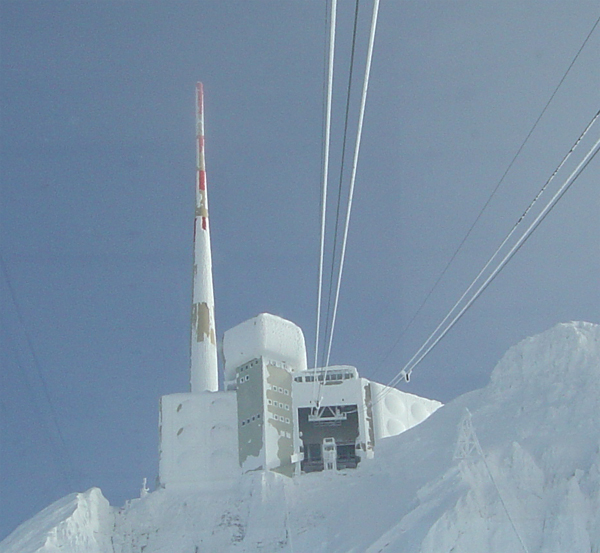
Sender Säntis
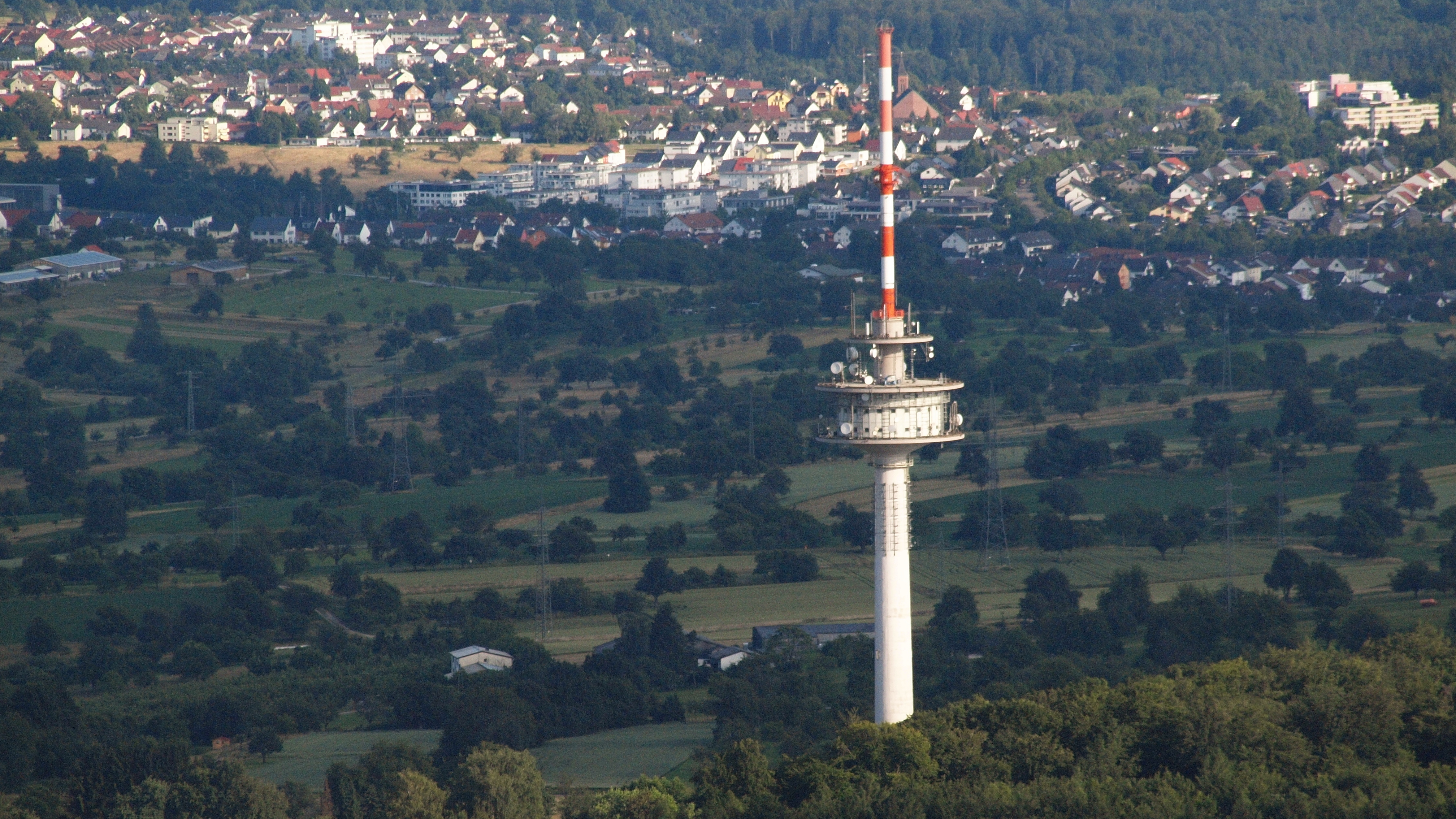
Fernmeldeturm Grünwettersbach
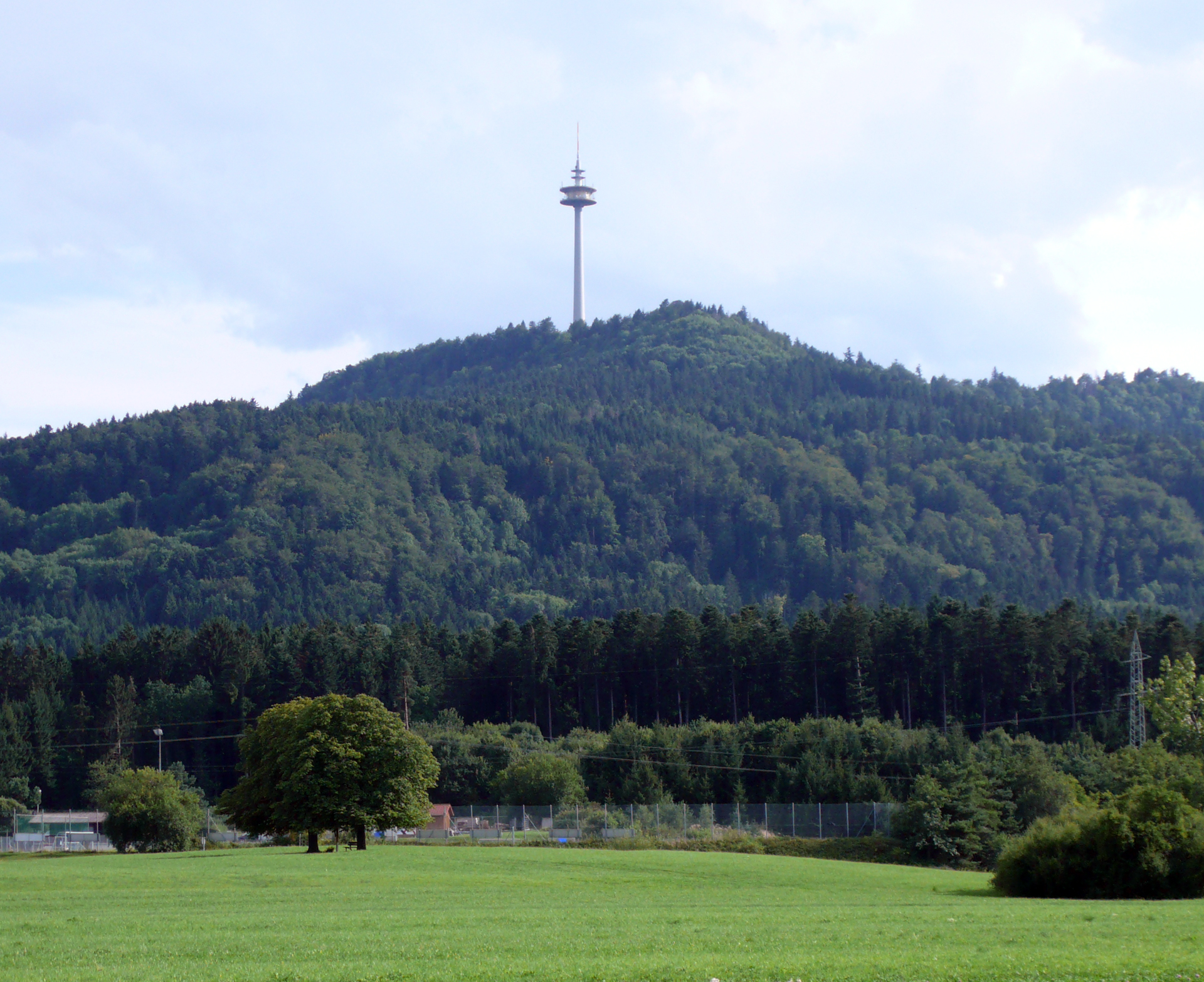
Fernmeldeturm Plettenberg
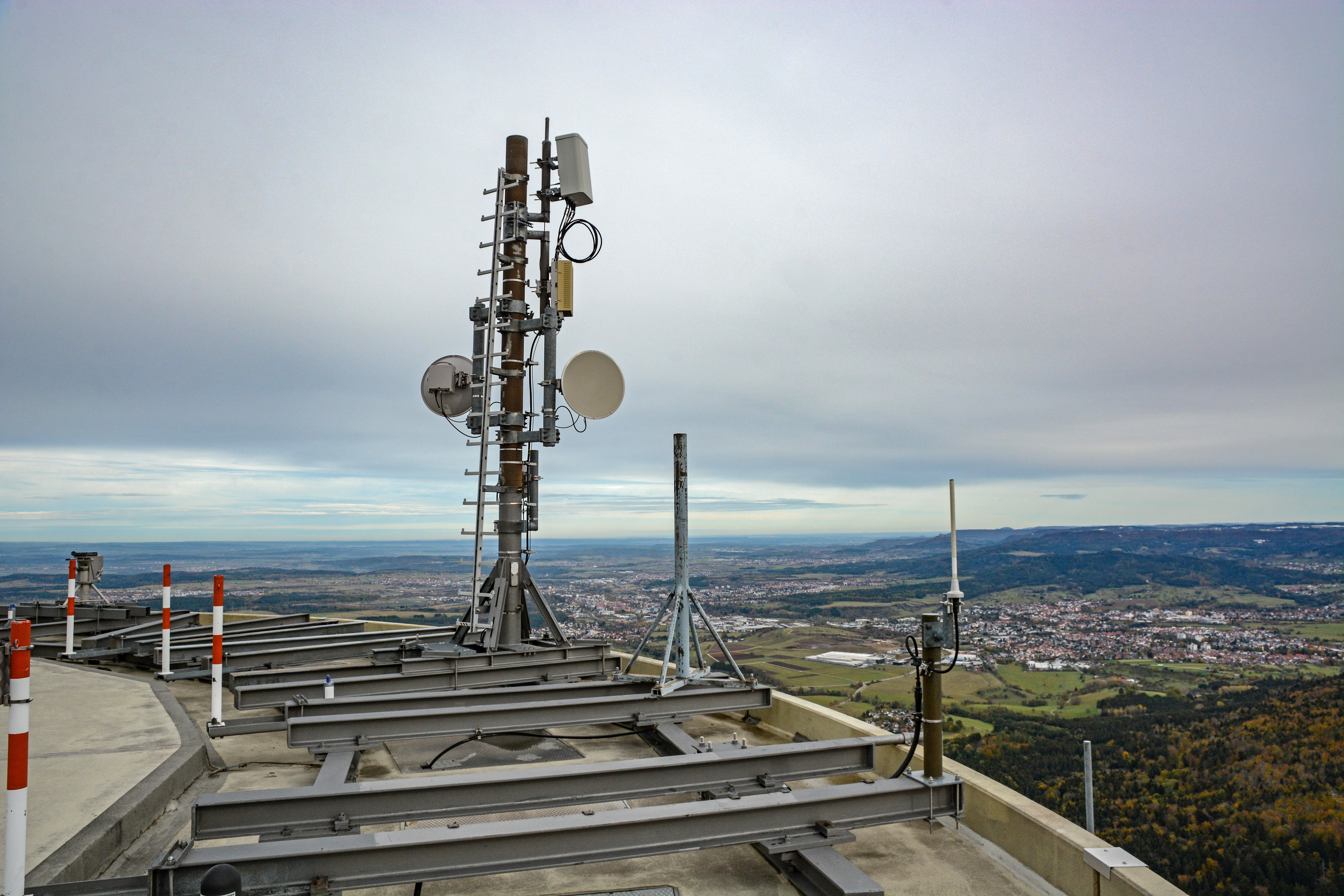
Zum Himmel gerichtete EAN-Sektorantenne mit Remote Radio Head

## Fluggesellschaften
Fluggesellschaften, die das European Aviation Network mit Stand August 2022 unterstützen:
- British Airways (IAG)
- Iberia (IAG)
- Aer Lingus (IAG)
- Vueling (IAG)
- Lufthansa[33]
- Aegean Airlines[34]